# Тарнава (Нижньосілезьке воєводство)
Тарнава (пол. Tarnawa) — село в Польщі, у гміні Жарув Свідницького повіту Нижньосілезького воєводства.
Населення — 28 осіб (2011).
У 1975-1998 роках село належало до Валбжиського воєводства.

## Демографія
Демографічна структура станом на 31 березня 2011 року:
|          | Загалом | Допрацездатний вік | Працездатний вік | Постпрацездатний вік |
| -------- | ------- | ------------------ | ---------------- | -------------------- |
| Чоловіки | 12      | 3                  | 9                | 0                    |
| Жінки    | 16      | 5                  | 9                | 2                    |
| Разом    | 28      | 8                  | 18               | 2                    |